# Aiko Miyawaki

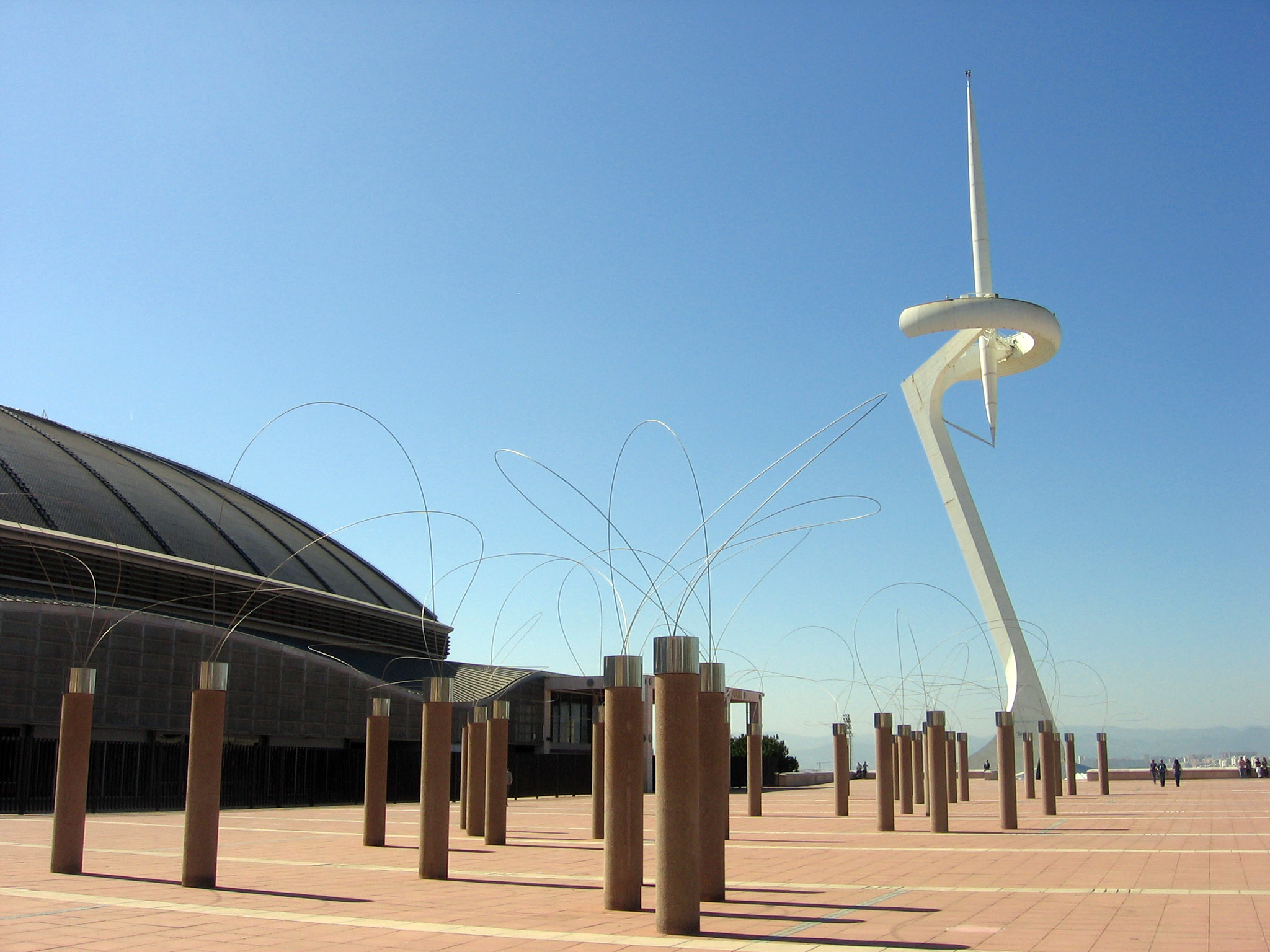
Utsurohi, esculturas de aço retorcido.

Aiko Miyawaki (宮脇愛子, 1929 – 20 de agosto de 2014) foi uma escultora e gravadora japonesa. Suas esculturas são consideradas do estilo abstrato, e sua coleção mais famosa é a Utsurohi, esculturas de aço retorcido.

## Biografia
Miyawaki nasceu em 1929, na cidade de Tóquio. Em 1952, ela se formou em Literatura na Universidade de Mulheres do Japão.
Entre os anos de 1957 e 1966, viajou pela Europa e América do Norte enquanto produzia sua arte, incluindo Milão, Paris e Nova York. Ela trabalhou principalmente com pinturas em tela no início de sua atuação artísticas, mas após uma visita à França em 1962, junto ao vendedor de arte André Schoeller, ela passou a incorporar outros materiais à suas telas, como vidro e mármore em pó. Em 1966 ela passou a trabalhar com esculturas, utilizando materiais como bronze, pedra e vidro, além de tinta a óleo e sumi-ê.
Foi casada com Arata Isozaki, com quem trabalhava junto em algumas de suas obras.
Miyawaki morreu em 20 de agosto de 2014.